# تاريخ السينما الأرجنتينية
تاريخ السينما الأرجنتينية (بالإسبانية: Historia de Cine de Argentina)‏ يمتد من أواخر القرن التاسع عشر إلى الآن، ويحمل معه الكثير من المفاجآت الطريفة والسبق على أكثر من صعيد، فالعاصمة بوينس آيرس كانت من المدن الأولى في العالم التي زارها الأخوين لوميير خلال جولتهما العالمية لعرض اختراعهما الجديد والمبهر سينماتوغراف سنة 1896، وقبل أن ينتهي القرن كانت الأرجنتين تمتلك فيلمها الأول علم الأرجنتين، وهو أول محاولة فردية قام بها الأرجنتيني من أصول فرنسية يوجينيو بي سنة 1897. أما في القرن العشرين فقد عرفت السينما في الأرجنتين محطات كبرى تماهت مع ما شهده المجتمع الأرجنتيني من تحولات اجتماعية وتطورات سياسية، وحققت السبق على أكثر من صعيد، فقد أنتج كويرينو كريستياني أول فيلم رسوم متحركة صامت في العالم سنة 1917، كما يعد فيلم إل سارتوريو من أسبق أفلام الإباحية في العالم. وقد تمكنت السينما الأرجنتينية أن تحتل مكانة متقدمة بين نظيراتها في أمريكا اللاتينية، وأن تسجل حضورها القوي في المهرجانات الدولية، وأن تفوز بأكبر الجوائز السينمائية في العالم، مثل: جوائز الأوسكار، وجوائز غويا.

## البدايات في القرن 19

### دخول السينما إلى البلاد
وصلت المناظير الحركية (الكينتوسكوب) التي اخترعها توماس إديسون إلى بوينس آيرس عام 1894، ولكنها لم تكن توفر عروض أفلام حقيقية، بل مجرد شكل من الأنشطة التجارية الساعية إلى الترفيه. أما تقديم عرض سينمائي فقد تحقق لأول مرة في التاريخ بفضل الأخوين لوميير الذين قدما أول سلسلة عروض سينمائية في 28 يوليو 1896 في مسرح أوديون ببوينس آيرس، وقد تم تنظيم هذه العروض من قبل رجل الأعمال ومدير المسرح فرانسيسكو باستور، والصحفي يوستاكيو بيليسر؛ الذي أصبح لاحقًا أحد مؤسسي مجلتي وجوه وأقنعة (Caras y Caretas) والراهب موتشو (Fray Mocho)، ومن نوادر عرض فيلم القطار يصل إلى محطة لا سيوتا أنه «تسبب في حالة من الذعر بين بعض المتفرجين، وألقى أحدهم بنفسه في الأكشاك عند رؤية القاطرة تتقدم، مما أدى إلى إصابة نفسه».
بعد هذه العروض التي سلبت عقول الجماهير في الأرجنتين راجت ثقافة الأفلام، ومن الصدف التاريخية أن من كان يدير تجارة الأفلام في بوينس آيرس هم ثلاثة أوروبيين: البلجيكي هنري ليباج تاجر السلع الفوتوغرافية، وشريكه النمساوي ماكس غلوكسمان، والمصور الفرنسي يوجين بي. وبهذا ارتبطت السينما الأرجنتينية منذ بدايتها بظاهرة الهجرة الصاخبة التي ميزت الأرجنتين في أواخر القرن التاسع عشر وأوائل القرن العشرين.

### أولى المحاولات السينمائية
في سنة 1897 وصلت إلى بوينس آيرس كاميرات Elgé الفرنسية التي صنعها غومونت، وبواسطة إحداها بدأ يوجين بي في تصوير بروفة لإنتاج أول فيلم في تاريخ البلاد تحت اسم العلم الأرجنتيني، وقد تمت معالجة فيلم يبلغ طوله حوالي سبعة عشر متراً، حيث صور العلم الأرجنتيني وهو يرفرف على سارية ساحة مايو في العاصمة بوينس آيرس أمام كاسا روسادا. ==
من هنا بدأت مغامرة السينما الأرجنتينية.